# Strandtunneln

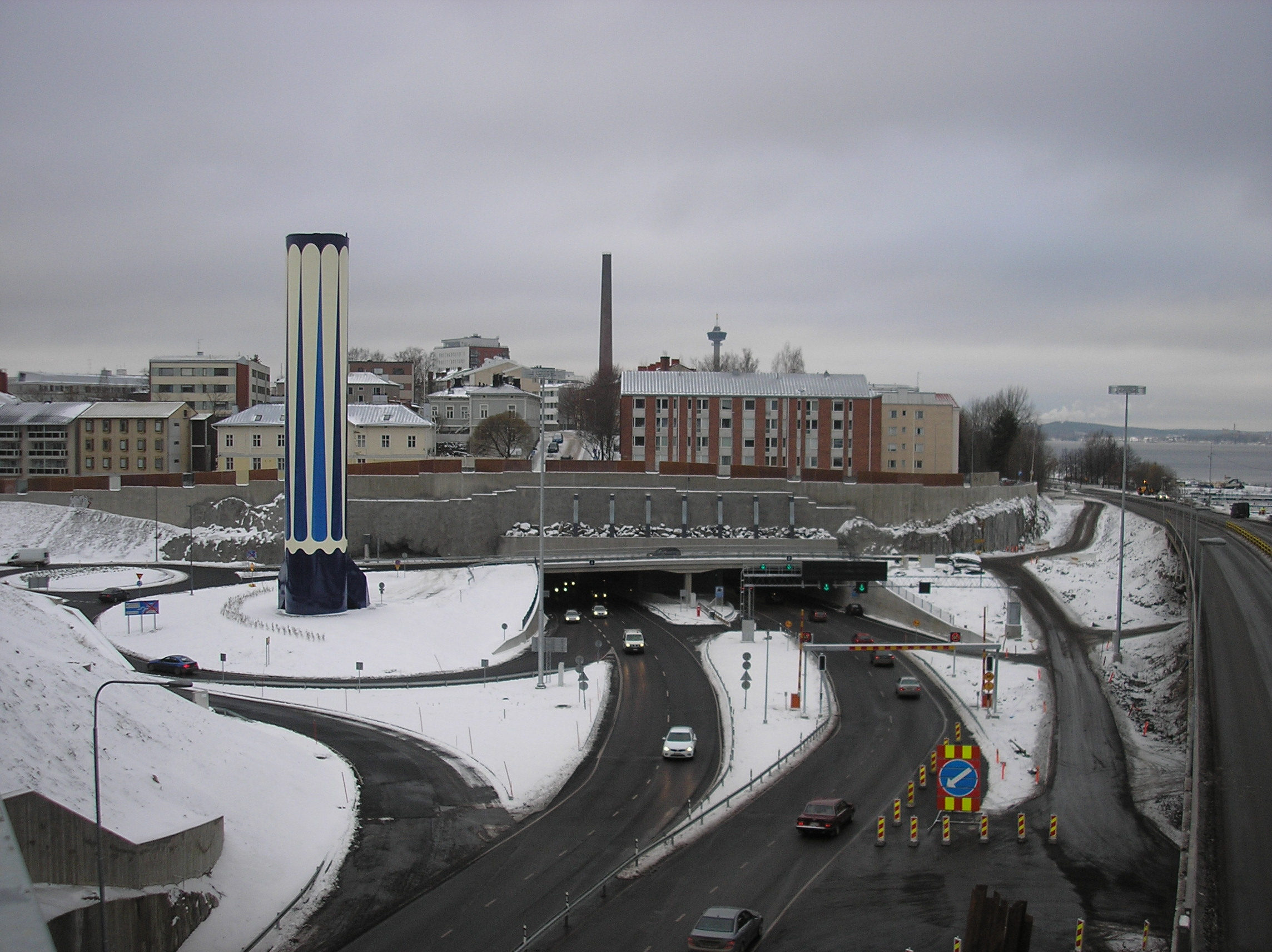
Tunnelns östra infart.

Strandtunneln eller Tammerfors strandtunnel (finska: Rantatunneli eller Rantaväylän tunneli) är en 2 327 meter lång tunnel i Tammerfors, nära sjön Näsijärvis strand. Den öppnades 15 november 2016 och är Finlands längsta vägtunnel (97 meter längre än Karnais tunnel). Den är en del av Riksväg 12 och har två filer i vardera riktningen. Högsta tillåtna hastighet är 60 km/tim.
Tunneln började byggas hösten 2013. Den minskar belastningen på vägnätet ovan jord och möjliggör en bättre tillgång till sjöns strand.